# Роке, Ф.
Х. Ф. Роке (фр. H. F. Roques, полное имя неизвестно) — французский крикетист, серебряный призёр летних Олимпийских игр 1900.

## Биография
Один из основателей крикетного и футбольного клуба «Стандарт Атлетик» из Парижа. На играх 1900 года участвовал в единственном крикетном матче Франции против Великобритании, который его команда проиграла, и Роке получил серебряную медаль. За игру он не получил ни одного очка.
В 1910 году участвовал в крикетном турнире в Брюсселе с участием команд Англии, Бельгии, Франции и клуба «Марилебон».